# Horse Pasture
Horse Pasture – jednostka osadnicza w Stanach Zjednoczonych, w stanie Wirginia, w hrabstwie Henry.